# Rapisma sabahnum
Rapisma sabahnum là một loài côn trùng trong họ Rapismatidae thuộc bộ Neuroptera. Loài này được P. Barnard miêu tả năm 1981.